# Philippe Elebe Lisembe
Philippe Élébé Lisembé est un poète et dramaturge congolais (RDC), né le 27 décembre 1937 dans la province de l'Équateur et mort en 1996 à Genève (Suisse).

## Biographie
En 1958, alors qu’il n’a que 21 ans, il est enrôlé dans la Force publique. Quelques années après l’Indépendance, il part pour Leipzig, en Allemagne où il étudie le journalisme. De retour au Congo dans les années 1970, il publie ses premiers recueils poétiques et mène en parallèle une carrière diplomatique. Il sera à maintes reprises diplomate dans plusieurs capitales européennes. Il sera également attaché de presse à l’ambassade du Congo à Alger puis fonctionnaire des Nations unies à Genève, en Suisse où il meurt en 1996.

## Accueil critique
Philippe Elebe Lisembe est parfois présenté comme un classique de la trempe de Pius Ngandu Nkashama ou considéré comme l'un des meilleurs représentants de la poésie des années 1970 ainsi que comme un des poètes qui s'écartent des sentiers battus. 
Pour Robert Cornevin, ses trois pièces contribuent à montrer l'essor du théâtre zaïrois, Lisembe étant un des plus importants dramaturges africains de la deuxième moitié du XXe siècle,. 

## Œuvres[1]

### Recueils poétiques
- Mélodie africaine, Laon, L’Etrave, Paris, Saint-Germain des Prés), 1970.
- Uhuru, Paris, Debresse, 1970.
- Solitude, Honfleur, P.J. Oswald, 1972.
- Rythmes, Kinshasa, Éd. du Mont Noir, coll. « Jeune Littérature », 5, 1972.
- Orphée rebelle, Paris, Saint-Germain-des-Prés, coll. « Miroir oblique », 1972[10].
- Poèmes choisis, Corbigny, Éditions du Centre et de la revue « Art et Poésie », 1974.
- La Joconde d’ébène, Paris, Saint-Germain-des-Prés, coll. « À l’écoute des sources », 1977.
- A l’ombre des flamboyants, Paris, P.J. Oswald, 1977.
- Stations du monde, Paris, Les paragraphes littéraires, 1979.
- Les cailloux de l’espoir suivi de Le chant du crépuscule, Genève, Poésie vivante, 1987[11].

### Pièces de théâtre
- Simon Kimbangu ou le Messie noir, Paris, Les Nouvelles Éditions Debresse, 1973[12].
- Les sang des Noirs pour un sou, Paris, Les Nouvelles Éditions Debresse, 1973.
- Chant de la terre, chant de l’eau, Paris, P.J. Oswald, coll. « Théâtre africain », 24, 1973.

### Autobiographie
- Souvenirs d’enfance, Paris, La Pensée Universelle, 1975.